# رحم ثنائي القرن
الرَحم ثُنائي القَرن (بالإنجليزية: Bicornuate uterus)‏ هوَ عيب خَلقي ينجُم عن اتصال جزئي بين في القَنوات الكلوَية الجَنينيَّة المُوَسَّطَةِ الإِضافِية، وَفي مُعظم الحالات يَكون هُناك عُنق رَحم واحد بَينما يوجد للرحم قَرنان اثنان، ولا يؤثر هذا العَيب على نَتائج الحَمل وَلكن مِن المحتمل ظُهور احتشاء في عُنق الرحم، أَو حُصول إِجهاض أَو وِلادة مُبكرة.

## الفيزيولوجيا المرضية
يَبدأ الرحم ثنائي القرنين بالتَشكل خُلال مَراحل التطور الجنيني، حيثُ تبدأ عملية التحام الجُزء العلوي للقَنوات الكلوَية الجَنينيَّة المُوَسَّطَةِ الإِضافِية، ونتيجةً لِذلك فإن الجُزء السُفلي من الرَحم يَكون مُوحد (لا يَنقسم) على عَكس الجُزء العلوي.

## التَشخيص

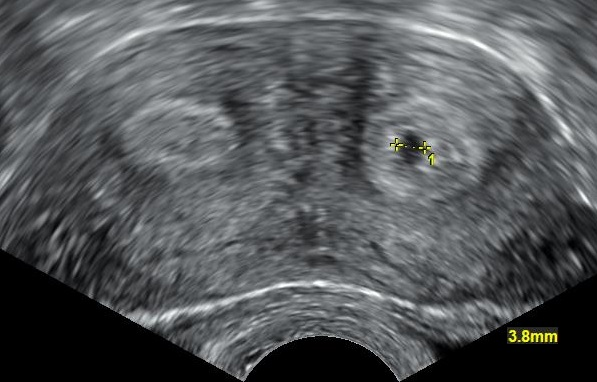
رَحم ثنائي القرنين في إحدى النِساء الحَوامل

يَتم استخدام الموجات فوق الصَوتية في إظهار صورة مقطعية للرحم ثنائي القرنين، حيثُ يَظهر الرَحم مع اثنين من التجاويف وكأنها قُرون على التَوالي، ويُمكن كذلك استخدام التصوير بالرنين المغناطيسي في حالة الرَحم ذو القرنين، ولكن نادرًا ما يتم الكشف عن الرَحم ثنائي القرنين، حيثُ لا يوجد أعراض لَه، ولا يُؤثر على الولادة أو الحَمل، ولكن عادةً ما يَتم الكَشف عنه أثناء إجراء العمليات القيصيرة ويكون ذلك بسبب سوء الوُلاد والصعوبة فيه، وَفي الكثير من حالات العقم يَتم الكَشف عن الرحم ذو القرنين.

## التَصنيف
هُناك أنواع مُتعددة من الرحم ثنائي القَرنين، ويعتمد التصنيف على مَدى اتحاد وانقسام القَنوات الكلوَية الجَنينيَّة المُوَسَّطَةِ الإِضافِية، ومن أنواع الرحم ثنائي القرنين الرَحم الهَجين (بالإنجليزية: hybrid bicornuate uterus)‏ وَالرحم ثنائي القرنين المُنسد (بالإنجليزية: obstructed bicornuate uterus)‏ والذي يُعتبر من أخطر أنواع الرحم ثنائي القرنين حيثُ يؤثر بشكل كبير على القُدرة الإنجابية.

## العلاج
عادةً لا يُوجد أي تأثير للرحم ذو القرنين على نتائج الحَمل والإنجاب، وَلذلِكَ نادراً ما يَتطلب هذا المَرض العِلاج، ولكن في بعض الأنواع الهَجينة من المَرض يتم استخدام تَنظير الرَحم (بالإنجليزية: hysteroscopic)‏ ورأب الرَحم (بالإنجليزية: metroplasty)‏.

## علم الأوبئة
حَسب ما أظهر علم الأوبئة فإن نسبة حدوث الرحم ثنائي القرنين بينَ نساء العالم هيَ 0.4%، وَيقدر بأن الرحم ثنائي القرنين يحدث في 0.1-0.5% من نساء الولايات المتحدة الأمريكية، وَلكن هذا الرَقم أقل من الوَاقع بقليل.

## التأثير على الحامِل
تتطلب حالات الرحم ثنائي القرنين مُراقبة إضافية للمرأة الحامِل، ومن المَخاطر المُحتملة على الحامِل:
1. الوِلادة المُبكرة.[8]
2. يُؤثر على كيفية المجيء.[9]
3. تَشوه خَلقي في الجنين.[10]
4. الوِلادة قبل الأوان.[11]

## التأثير على استخدام أجهزة داخل الرحم
عادةً ما يكون هُناك تأثير للرحم ثنائي القرنين على استخدام اللولب، حيث يَتطلب وجود لولب في كُل قرن.